# Новая Резеповка
Но́вая Резе́повка — деревня в Рыбкинском сельском поселении Ковылкинского района Республики Мордовия.

## География
Деревня находится на левом берегу реки Мокша.

## История
В «Списке населенных мест Пензенской губернии» (1869) Новая Резеповка — деревня владельческая из 49 дворов Краснослободского уезда. Название-антропоним: Резеповы были владельцами населенного пункта.
До 2010 года входила в состав Польцовского сельского поселения.
В 2022 году участок берега деревни попал в национальный проект "Экология", направленный на очищение русла р. Мокша.

## Население
| 2002 | 2010 | 2011 | 2012 |
| ---- | ---- | ---- | ---- |
| 127  | ↘109 | ↘63  | ↗81  |

Национальный состав
В деревне преобладает русское население.

## Список улиц
- Мокшанская
- Набережная
- Новая
- Старая